# Sport- und Schwimmverein Reutlingen 05 1962-1963
Questa voce raccoglie le informazioni riguardanti lo Sport- und Schwimmverein Reutlingen 05 nelle competizioni ufficiali della stagione 1962-1963.

## Stagione
Nella stagione 1962-1963 il Reutlingen, allenato da Georg Wurzer, concluse il campionato di Oberliga sud al 14º posto.

## Rosa
| N. |                     | Ruolo | Calciatore       |
| -- | ------------------- | ----- | ---------------- |
|    | Germania (bandiera) | P     | Karl Bögelein    |
|    | Germania (bandiera) | P     | Horst Hoffmann   |
|    | Germania (bandiera) | P     | Heiner Schober   |
|    | Germania (bandiera) | D     | Walter Hämmerle  |
|    | Germania (bandiera) | D     | Heinz Kostorz    |
|    | Germania (bandiera) | D     | Heinz Schimmel   |
|    | Germania (bandiera) | C     | Rolf Bertram     |
|    | Germania (bandiera) | C     | Ulrich Biesinger |
|    | Germania (bandiera) | C     | Werner Fritschi  |
|    | Germania (bandiera) | C     | Manfred Groß     |

| N. |                     | Ruolo | Calciatore        |
| -- | ------------------- | ----- | ----------------- |
|    | Germania (bandiera) | C     | Gerhard Jost      |
|    | Germania (bandiera) | C     | Günther Kasperski |
|    | Germania (bandiera) | C     | Rudolf Kröner     |
|    | Germania (bandiera) | C     | Horst Rick        |
|    | Germania (bandiera) | C     | Rudolf Schießl    |
|    | Germania (bandiera) | C     | Kurt Vaas         |
|    | Germania (bandiera) | A     | Dieter Gresens    |
|    | Germania (bandiera) | A     | Manfred Kammal    |
|    | Germania (bandiera) | A     | Horst Sattler     |
|    | Germania (bandiera) | A     | Reinhold Skischus |

## Organigramma societario
Area tecnica
- Allenatore: Georg Wurzer
- Allenatore in seconda:
- Preparatore dei portieri:
- Preparatori atletici:
- Analisi video:

## Calciomercato

### Sessione estiva
| Acquisti | Acquisti          | Acquisti             | Acquisti |
| R.       | Nome              | da                   | Modalità |
| -------- | ----------------- | -------------------- | -------- |
| C        | Rolf Bertram      | Hessen Kassel        |          |
| A        | Dieter Gresens    | Alemannia Aquisgrana |          |
| P        | Horst Hoffmann    | Monaco 1860          |          |
| C        | Günther Kasperski | Kaiserslautern       |          |

| Cessioni | Cessioni         | Cessioni          | Cessioni |
| R.       | Nome             | a                 | Modalità |
| -------- | ---------------- | ----------------- | -------- |
| A        | Hans-Georg Dulz  | Amburgo           |          |
| A        | Uwe Scheurer     | RW Oberhausen     |          |
| C        | Werner Weiß      | Kickers Stoccarda |          |
| D        | Norbert Wodarzik | Bayern Monaco     |          |

## Risultati

### Oberliga sud

#### Girone di andata
| Arbitro: | Betz |

|                                       |           |               |
| Veit 9’ Bleser 32’ Schmitt 58’ (rig.) | Marcatori | 30’ Biesinger |

| Arbitro: | Fritz |

|                                                         |           |                                       |
| Biesinger 51’ Kostorz 55’ (rig.) Kammal 55’ Bertram 60’ | Marcatori | 9’, 71’ Ohlhauser 11’, 18’ Brenninger |

| Arbitro: | Riegg |

|                                      |           |  |
| Wanner 7’ Reiner 39’, 75’ Höller 84’ | Marcatori |  |

| Arbitro: | Siebert |

|                          |           |             |
| Biesinger 6’ Bertram 60’ | Marcatori | 63’ Schmidt |

| Arbitro: | Schreiner |

|                         |           |                               |
| Maurus 10’ Fröhlich 46’ | Marcatori | 58’ Kammal 65’ (rig.) Kostorz |

| Arbitro: | Ommerborn |

|                                   |           |                             |
| Biesinger 66’ (rig.) Fritschi 85’ | Marcatori | 53’ Geisert 64’ Wischnowsky |

| Arbitro: | Mörs |

|                                                |           |  |
| Anzill 7’ Fritschi 27’ (aut.) Brunnenmeier 71’ | Marcatori |  |

| Arbitro: | Deuschel |

|               |           |                       |
| Biesinger 19’ | Marcatori | 34’, 87’ Schweighöfer |

| Arbitro: | Tschenscher |

|                                        |           |             |
| Haseneder 19’, 48’ Strehl 28’ Wild 44’ | Marcatori | 69’ Bertram |

| Arbitro: | Schäffer |

|                                     |           |                         |
| Kästner 15’ (aut.) Sattler 77’, 80’ | Marcatori | 20’ Richter 51’ Lindner |

| Arbitro: | Fischer |

|                                       |           |                    |
| Siebert 21’ Groß 69’ (aut.) Ruoff 87’ | Marcatori | 30’, 48’ Biesinger |

| Arbitro: | Heumann |

|           |           |          |
| Kröner 4’ | Marcatori | 40’ Gast |

| Arbitro: | Gathof |

|                         |           |             |
| Biesinger 23’, 52’, 62’ | Marcatori | 19’ Metzger |

| Arbitro: | Eisemann |

|                       |           |                           |
| Hahn 75’ Landerer 88’ | Marcatori | 24’ Biesinger 90’ Schießl |

| Arbitro: | Betz |

|                               |           |                           |
| Biesinger 9’, 21’ Kostorz 84’ | Marcatori | 19’ Jendrosch 41’ Velhorn |

#### Girone di ritorno
| Arbitro: | Kreitlein |

|                                              |           |                           |
| Biesinger 3’ Wäckerle 27’ (aut.) Gresens 60’ | Marcatori | 22’ Schmitt 65’, 69’ Kott |

| Arbitro: | Siebert |

| |           |                              |
| Brenninger 14’ Kammal 27’ (aut.) Kasperski 38’ (aut.) Drescher 46’ Ohlhauser 51’ Giesemann 72’ Grosser 84’ | Marcatori | 34’ Sattler 74’, 81’ Gresens |

| Arbitro: | Ott |

|             |           |           |
| Gresens 37’ | Marcatori | 31’ Weise |

| Arbitro: | Heckeroth |

|                                |           |            |
| Schmidt 60’, 65’ Schneider 88’ | Marcatori | 26’ Kröner |

| Arbitro: | Schreiner |

|                                |           |  |
| Biesinger 10’, 58’ Sattler 79’ | Marcatori |  |

| Arbitro: | Mathieu |

|                                               |           |  |
| Geisert 5’, 51’, 59’ Ruppenstein 78’ Kahn 89’ | Marcatori |  |

| Arbitro: | Eisemann |

|                       |           |                                          |
| Sattler 3’ Kröner 65’ | Marcatori | 32’, 70’ Brunnenmeier 80’ (rig.) Stemmer |

| Arbitro: | Böttcher |

|           |           |  |
| Kraus 13’ | Marcatori |  |

| Arbitro: | Hubbuch |

|  |           |                        |
|  | Marcatori | 42’ Haseneder 77’ Wild |

| Arbitro: | Jacobi |

|  |           |                               |
|  | Marcatori | 11’ (rig.) Kostorz 14’ Kammal |

| Arbitro: | Kandlbinder |

|                    |           |                       |
| Biesinger 25’, 44’ | Marcatori | 37’ Praxl 42’ Siebert |

| Arbitro: | Meißner |

|                    |           |  |
| Nuber 32’ Gast 76’ | Marcatori |  |

| Arbitro: | Handwerker |

|                                        |           |            |
| Lechner 3’ Faistle 5’ Schmaus 70’, 74’ | Marcatori | 40’ Kammal |

| Arbitro: | Ommerborn |

|  |           |                                 |
|  | Marcatori | 5’ Stein 58’ Friedrich 88’ Kreß |

| Arbitro: | Hässler |

|                                 |           |                                       |
| Kuster 5’ Simon 12’ Velhorn 83’ | Marcatori | 15’ Sattler 29’ Schimmel 87’ Fritschi |

## Statistiche

### Statistiche di squadra
| Competizione | Punti | In casa | In casa | In casa | In casa | In casa | In casa | In trasferta | In trasferta | In trasferta | In trasferta | In trasferta | In trasferta | Totale | Totale | Totale | Totale | Totale | Totale | DR  |
| Competizione | Punti | G       | V       | N       | P       | Gf      | Gs      | G            | V            | N            | P            | Gf           | Gs           | G      | V      | N      | P      | Gf     | Gs     | DR  |
| ------------ | ----- | ------- | ------- | ------- | ------- | ------- | ------- | ------------ | ------------ | ------------ | ------------ | ------------ | ------------ | ------ | ------ | ------ | ------ | ------ | ------ | --- |
| Oberliga sud | 21    | 15      | 5       | 6       | 4       | 30      | 29      | 15           | 1            | 3            | 11           | 18           | 46           | 30     | 6      | 9      | 15     | 48     | 75     | -27 |
| Totale       | 21    | 15      | 5       | 6       | 4       | 30      | 29      | 15           | 1            | 3            | 11           | 18           | 46           | 30     | 6      | 9      | 15     | 48     | 75     | -27 |

### Andamento in campionato
| Giornata  | 1  | 2  | 3  | 4  | 5  | 6  | 7  | 8  | 9  | 10 | 11 | 12 | 13 | 14 | 15 | 16 | 17 | 18 | 19 | 20 | 21 | 22 | 23 | 24 | 25 | 26 | 27 | 28 | 29 | 30 |
| --------- | -- | -- | -- | -- | -- | -- | -- | -- | -- | -- | -- | -- | -- | -- | -- | -- | -- | -- | -- | -- | -- | -- | -- | -- | -- | -- | -- | -- | -- | -- |
| Luogo     | T  | C  | T  | C  | T  | C  | T  | C  | T  | C  | T  | C  | C  | T  | C  | C  | T  | C  | T  | C  | T  | C  | T  | C  | T  | C  | T  | T  | C  | T  |
| Risultato | P  | N  | P  | V  | N  | N  | P  | P  | P  | V  | P  | N  | V  | N  | V  | N  | P  | N  | P  | V  | P  | P  | P  | P  | V  | N  | P  | P  | P  | N  |
| Posizione | 14 | 14 | 15 | 13 | 15 | 12 | 14 | 15 | 15 | 14 | 14 | 15 | 13 | 13 | 11 | 11 | 12 | 12 | 14 | 14 | 14 | 14 | 14 | 14 | 14 | 13 | 14 | 14 | 14 | 14 |

Legenda:

Luogo: C = Casa; T = Trasferta. Risultato: V = Vittoria; N = Pareggio; P = Sconfitta.

### Statistiche dei giocatori
| R. Bertram   | 21 | 3  | 0 | 0 |
| U. Biesinger | 25 | 18 | 0 | 0 |
| K. Bögelein  | 16 | 0  | 0 | 0 |
| W. Fritschi  | 18 | 2  | 0 | 0 |
| D. Gresens   | 22 | 4  | 0 | 0 |
| M. Groß      | 4  | 0  | 0 | 0 |
| H. Hoffmann  | 14 | 0  | 0 | 0 |
| W. Hämmerle  | 27 | 0  | 0 | 0 |
| G. Jost      | 11 | 0  | 0 | 0 |
| M. Kammal    | 29 | 4  | 0 | 0 |
| G. Kasperski | 30 | 0  | 0 | 0 |
| H. Kostorz   | 28 | 4  | 0 | 0 |
| R. Kröner    | 22 | 3  | 0 | 0 |
| H. Rick      | 7  | 0  | 0 | 0 |
| H. Sattler   | 30 | 6  | 0 | 0 |
| R. Schießl   | 21 | 1  | 0 | 0 |
| H. Schimmel  | 4  | 1  | 0 | 0 |
| H. Schober   | 0  | 0  | 0 | 0 |
| R. Skischus  | 0  | 0  | 0 | 0 |
| K. Vaas      | 1  | 0  | 0 | 0 |